# Mirai Shida
Pour les articles homonymes, voir Shida.
Mirai Shida (志田 未来, Shida Mirai), née le 10 mai 1993 à Ayase dans la préfecture de Kanagawa, est une actrice japonaise. Elle a été recrutée par l’agence de talent Ken-On.

## Biographie
Mirai Shida est entrée à l’école des talents sentoraru guruupu (セントラルグループ, Groupe central) en juillet 1999. c'est en septembre 2000 qu'elle décroche son premier rôle dans la série eien no 1/2, où elle joue un personnage secondaire dans l'épisode 3. Elle a commencé à être reconnue avec son rôle de Kazumi Kanda dans Joō no Kyōshitsu, lui ouvrant les portes vers des rôles plus importants. Elle obtient son premier rôle principal à la télévision dans 14 Sai no Haha en octobre 2006, puis son premier rôle principal au cinéma dans Dare mo mamotte kurenai en janvier 2009. En juillet 2010, elle a signé un contrat de 5 ans pour le drama HAMMER SESSION!. Elle prête également sa voix en 2010 à Arrietty dans Arrietty, le petit monde des chapardeurs. Actuellement, elle est une des actrices adolescentes les plus actives au Japon, et apparaît dans de nombreux dramas et publicités.
Elle a reçu en 2005 lors du 46e Television Drama Academy Awards le prix de la meilleure nouvelle actrice pour son rôle dans le film Joō no Kyōshitsu, puis le prix de la meilleure actrice pour Seigi no Mikata en 2008.

## Filmographie partielle

### Cinéma
- 2003 : Kamen Rider 555: Paradise Lost (jeune mina, elle fait une apparition de 10 secondes)
- 2004 : Amemasu No Kawa
- 2004 : Tokusou Sentai Dekaranger : Le film
- 2005 : Haru no Yuki
- 2006 : Tsubakiyama Kachou no Nanokakan
- 2008 : Kabei, notre mère (母べえ, Kābē?) de Yōji Yamada : Hatsuko Nogami
- 2008 : Personne ne veille sur moi (誰も守ってくれない, Dare mo mamotte kurenai?) de Ryōichi Kimizuka : Saori Funamura
- 2018 :  Laplace's Witch (ラプラスの魔女, Rapurasu no Majo) de Takashi Miike : Tetsu Okunishi

### Dramas
- 2002 : Hatsu Taiken (épisodes 3-4)
- 2002 : Bara no Jyujika (épisode 5)
- 2004 : Itoshi Kimi e (épisode 3)
- 2005 : Honto ni Atta Kowai Hanashi (Saison 2, épisode 11)
- 2005 : Joō no Kyōshitsu
- 2005 : Haru to Natsu
- 2006 : Tantei Gakuen Q SP
- 2006 : Complément affectif
- 2006 : 14 Sai no Haha
- 2007 : Watashitachi no Kyōkasho
- 2007 : Tantei Gakuen Q
- 2007 : Dream Again
- 2008 : Kinyo Prestige: Kujira to Medaka
- 2008 : Seigi no Mikata
- 2009 : Voice (épisode 6)
- 2009 : Kurobe no Taiyo
- 2009 : BOSS (épisode p. 6)
- 2009 : Honto ni Atta Kowai Hanashi SP Shinrei Doga
- 2009 : Shōkōjo Seira
- 2010 : Sotsu Uta
- 2010 : HAMMER SESSION!
- 2010 : Himitsu
- 2010 : Bull Doctor
- 2017 : The Many Faces of Ito : Shūko Nose (B)
- 2018 : Ashita no kimi ga motto suki : Azusa Kuroda
- 2019 : Haken Uranaishi Ataru : Kazumi Kanda

## Doublage
- 2010 : Arrietty : Le Petit Monde des Chapardeurs (借りぐらしのアリエッティ, Karigurashi no Arietti?) de Hiromasa Yonebayashi : Arrietty
- 2013 : Le vent se lève (風立ちぬ, Kaze tachinu?) de Hayao Miyazaki : Kayo Horikoshi
- 2020 : Loin de moi, près de toi (泣きたい私は猫をかぶる, Nakitai watashi wa neko o kaburu?) de Jun'ichi Satō et Tomotaka Shibayama : Miyo "Muge" Sasaki / Tarō

## Autres

### Publicités
- Au from KDDI
- House Food Products Inc.
- Marvelous Interactive - Nintendo DS (Boku Jou Monogatari/ Harvest Moon)
- Hitachi Maxell Ltd.

## Distinctions
- 2005 : 46th Television Drama Academy Awards : Meilleur espoir féminin pour Jyoou no Kyoushitsu[1]
- 2007 : 15th Hashida Awards : Meilleure débutante[2]
- 2008 : 58th Television Drama Academy Awards : Meilleure actrice pour Seigi no Mikata[3]
- 2010 : Élan d'or Awards : meilleur espoir féminin[4]
- 2010 : prix de la révélation de l'année pour Personne ne veille sur moi aux Japan Academy Prize[5]